# Martín Bernat
Martín Bernat (circa 1430 – circa 1505) è stato un pittore spagnolo.

## Biografia
Pittore spagnolo esponente della scuola aragonese,di cui scarseggiano le notizie biografiche;le sue opere corrispondono all'ultima fase del periodo gotico,
Fu in buoni rapporti di amicizia con Bartolomé Bermejo, con il quale lavorò assieme nel Polittico di san Domenico di Silos (1479), per la omonima chiesa di Daroca, oltre che per la cappella Juan de Lobera in Santa Maria Maggiore (1484) a Saragozza.
Collaborò anche con Pedro Diaz per una pala d'altare della chiesa del Pilat di Saragozza, realizzata nel 1500.
Frequentando la bottega del Bermajo, strinse legami con Miguel Ximénez, incaricato con lui, nel 1485 di lavorare per l'altare maggiore della chiesa parrocchiale di Blesa (Teruel), dedicato alla leggenda della Santa Croce, ora nel Museo di Saragozza, e nel 1489, dai monaci agostiniani di Saragozza, di fare una copia del Polittico di sant'Agostino, di Jaume Huguet, conservato a Barcellona.
Nonostante lo stile di Bernat, come generalmente tutta la pittura aragonese, fosse un po' aspro e di derivazione fiamminga, impreziosita da decorazioni in oro fastose e a rilievo, la conoscenza e la collaborazione con la personalità dell'Huguet edulcorò i suoi precedenti elementi stilistici, come evidenziò il polittico della cappella della Purificazione nella cattedrale di Tarazona, del 1493, oppure il San Giovanni Battista di Zaidín (Huesca), quindi in una fase già matura del pittore.

## Opere
- Polittico di san Domenico di Silos, chiesa di San Domenico di Silos di Daroca (1479);
- Cappella Juan de Lobera in Santa Maria Maggiore a Saragozza (1484);
- Altare maggiore chiesa parrocchiale di Blesa a Teruel (1485);
- Polittico della cappella della Purificazione, cattedrale di Tarazona (1493);
- San Giovanni Battista, chiesa di San Giovanni Battista di Zaidín (Huesca);
- Pala d'altare chiesa del Pilat di Saragozza (1500).

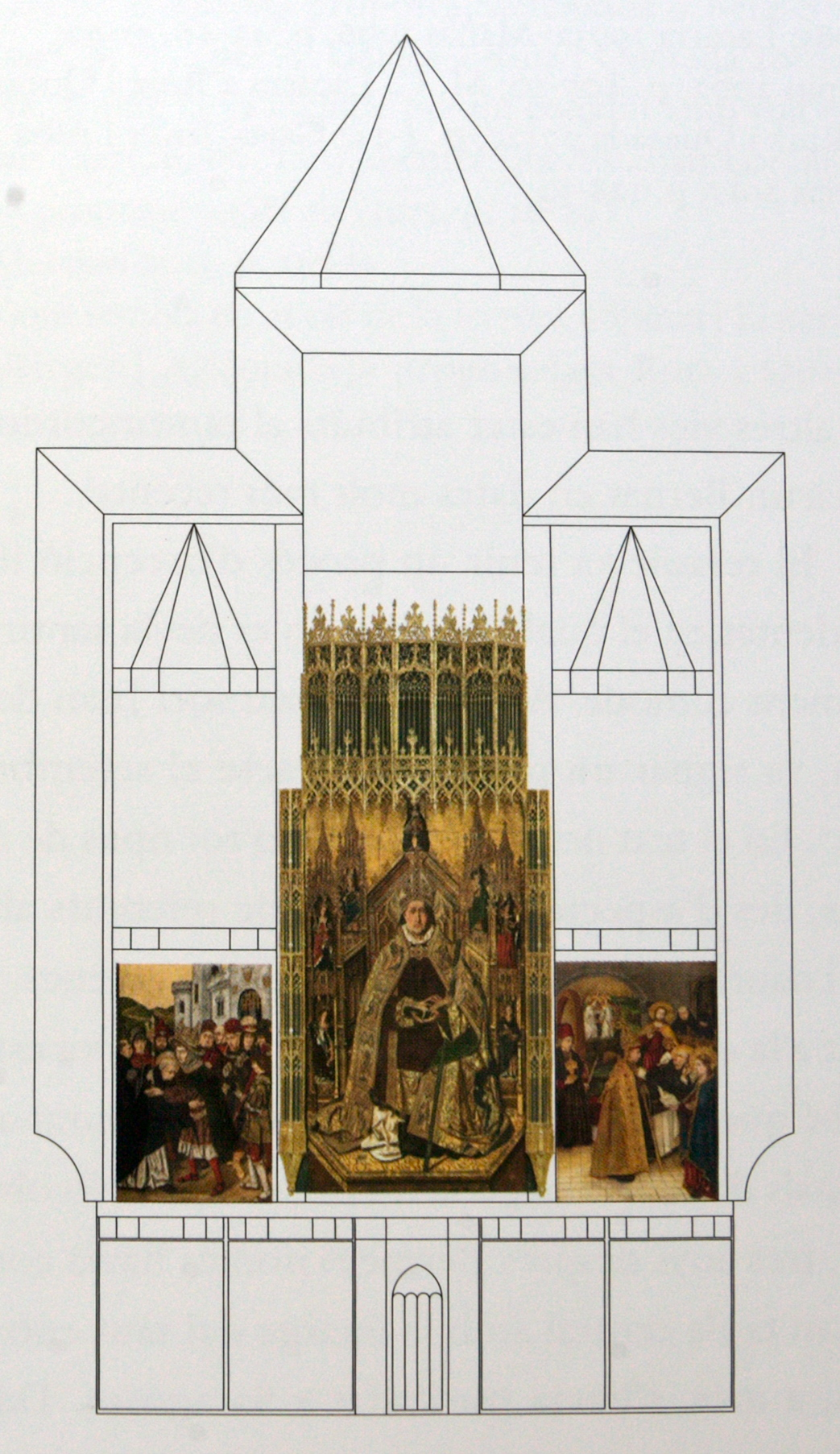
Polittico di san Domenico di Silos, chiesa di San Domenico di Silos di Daroca (1479)
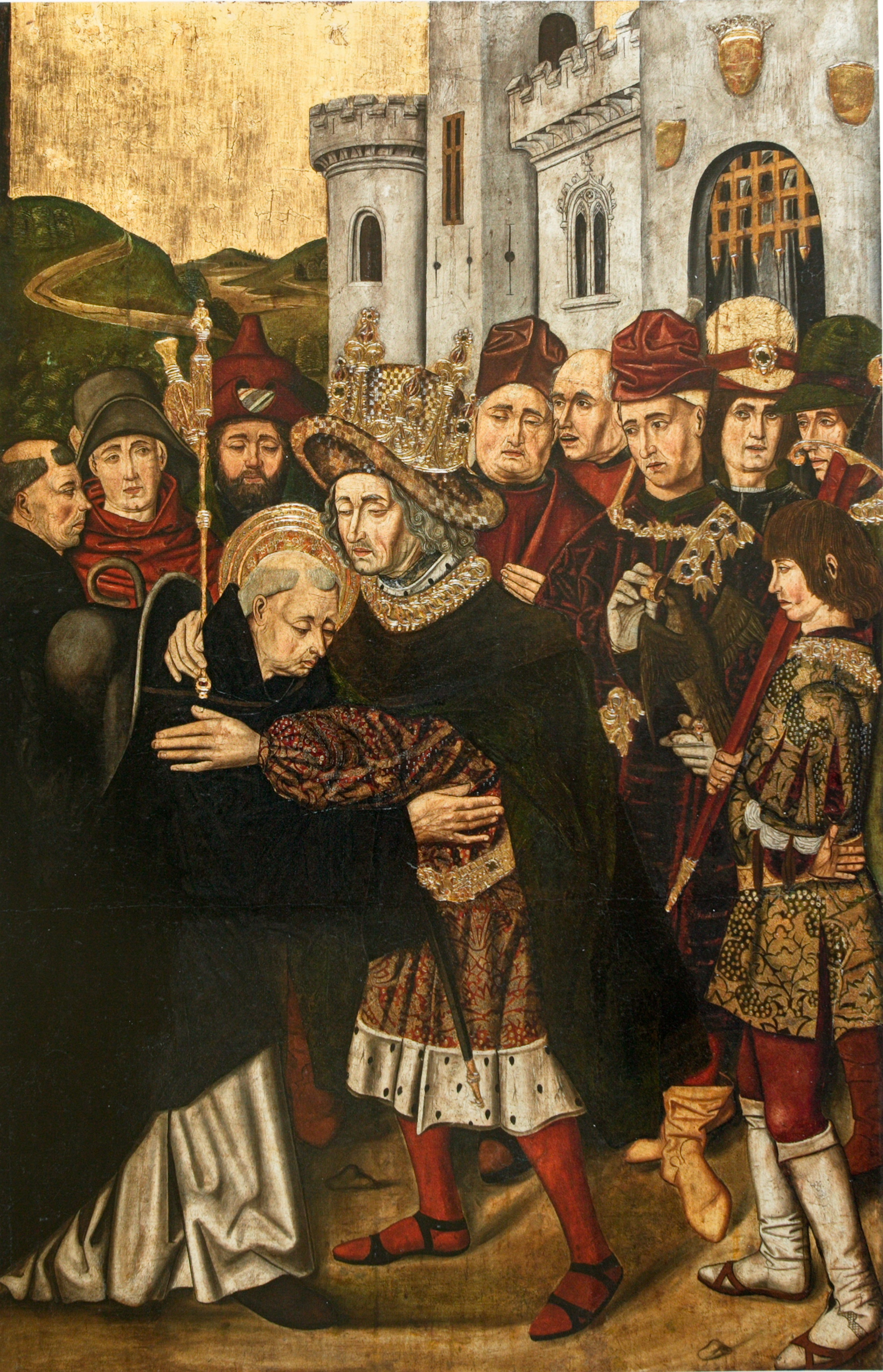
Ferdinando I di León che accoglie santo Domenico di Silos (Polittico), chiesa di San Domenico di Silos di Daroca (1479)
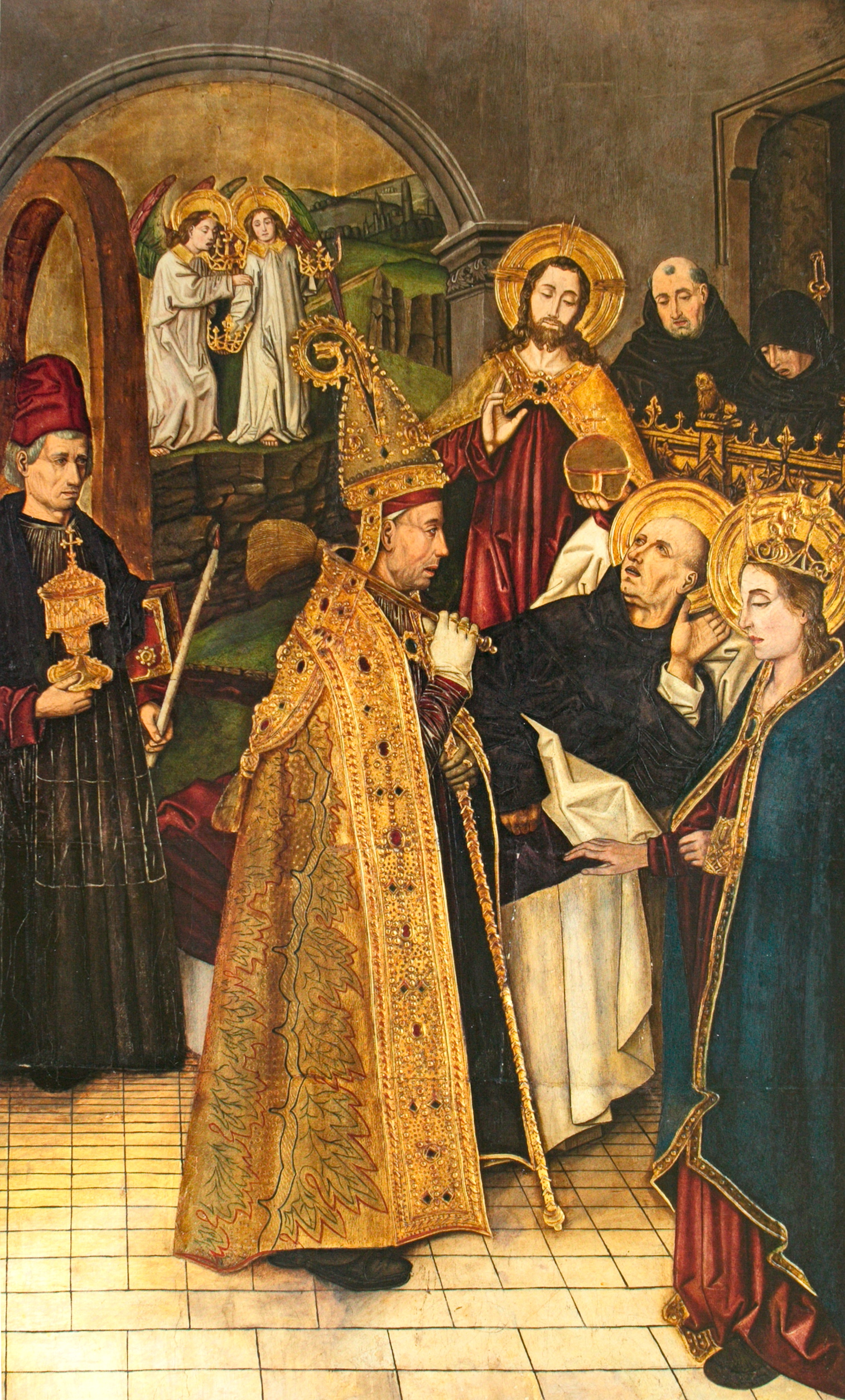
Morte di santo Domenico di Silos (Polittico), chiesa di San Domenico di Silos di Daroca (1479)
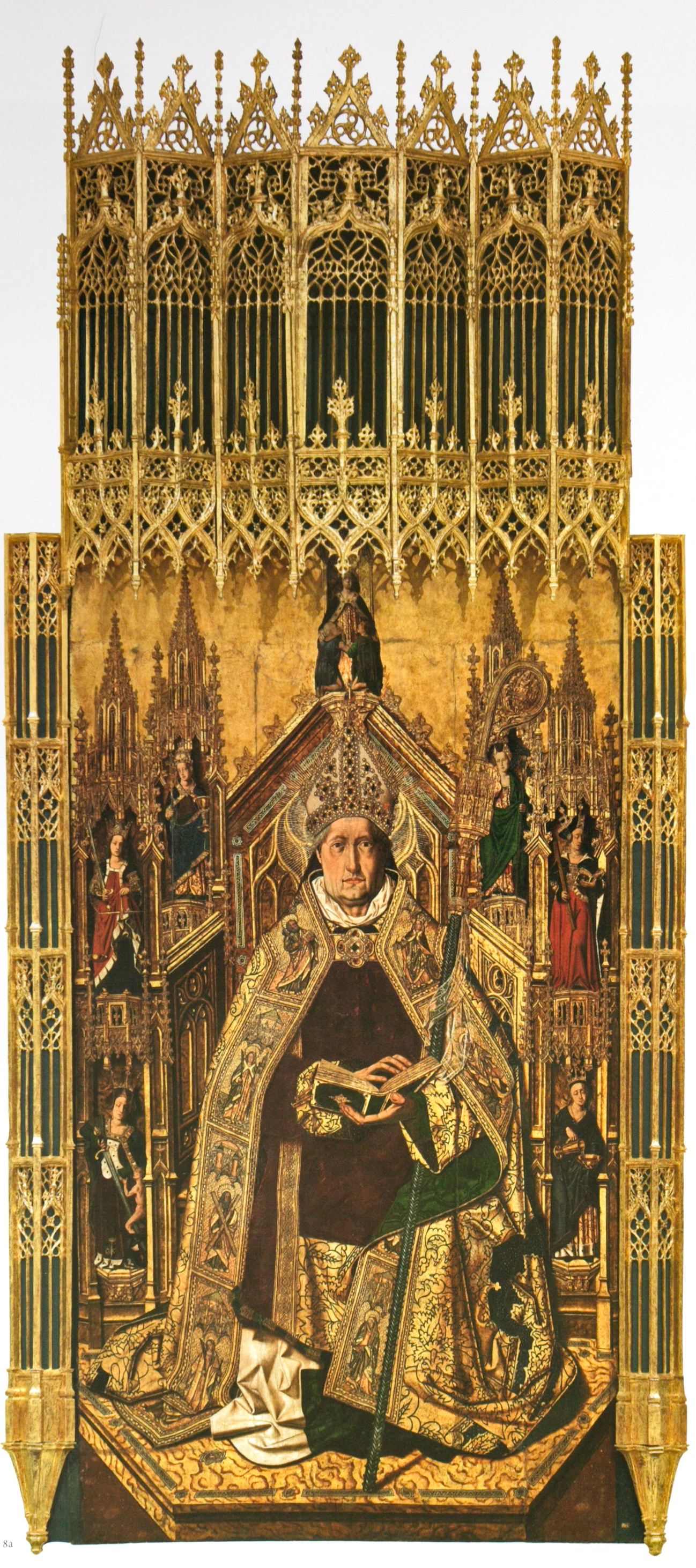
Santo Domenico di Silos vescovo (Polittico), chiesa di San Domenico di Silos di Daroca (1479)